# Stoppomat
El Stoppomat es un dispositivo de medición de tiempos para ciclistas. 

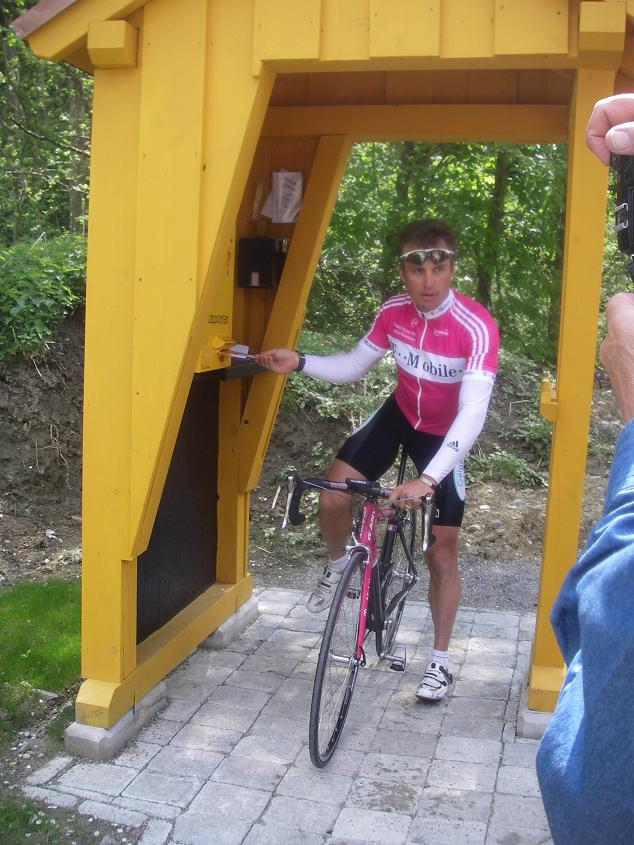
Steffen Wesemann, en 2006: ciclista profesional del equipo T-Mobile.

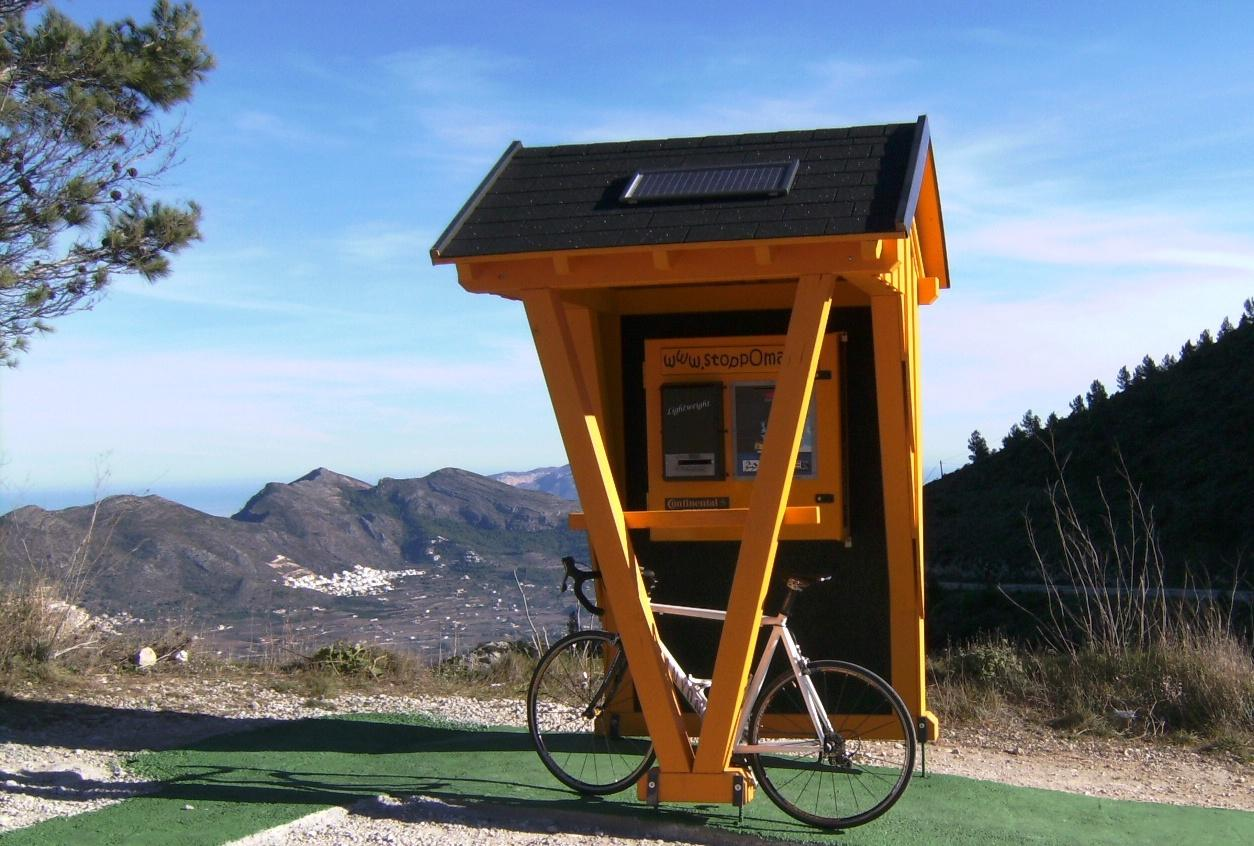
Estación de montaña Stoppomat en el Parcent.

## Historia
El Stoppomat se concibió y proyectó en el año 2005; se fabricó en el 2006, poniéndolo en marcha seguidamente. Aparatos similares se fabricaron hasta la fecha en Suiza y Austria . Desde el año 2003, la Swisstrophy pone a disposición tres instalaciones móviles en nueve diferentes lugares durante un periodo corto limitado. En el Großglockner y en el puerto Albulapass existen desde hace años instalaciones fijas. 
La primera instalación de estas características en Alemania, se encuentra en el Höchsten, el cual, con 833 metros de altura es el monte más alto de toda la zona del Bodenseekreis (la región del Lago de Constanza) La caseta de salida está situada en una altitud de 499 metros, en la Schönemühle, cerca de Urnau, la columna de meta se encuentra a 830 metros de altura cerca de Glashütten.
La caseta de salida y la estación de montaña fueron proyectados, construidos y puestas en marcha en la primavera del 2006, por la asociación deportiva de ciclismo RSV Seerrose e.V. de Friedrichshafen. En el trayecto de 8,2 kilómetros hay que superar 360 metros de altura hasta la cima. El récord de este trayecto, lo tiene el ciclista profesional Jörg Ludewig del Team Wiesenhof-Felt, con 16:09 minutos. Esto corresponde a una velocidad media de 30,46 km/h. El mayor evento aquí, es el Lightweight Uphill, que se celebra una vez al año. Con 560 participantes en el año 2006 y 620 participantes en el 2007, esta competición es en estos momentos la carrera ciclista de montaña de mayor importancia en Alemania. En los años 2006, 2007 y 2008 la instalación primaria en el Höchsten fue utilizada aproximadamente 11.800 veces por ciclistas, para documentar sus tiempos de entrenamiento o para clasificarse en el ranking. En estos momentos se utiliza para administrar ciclistas, Nordic walkers, Skaters y Handbiker de diversas categorías.

## Manejo

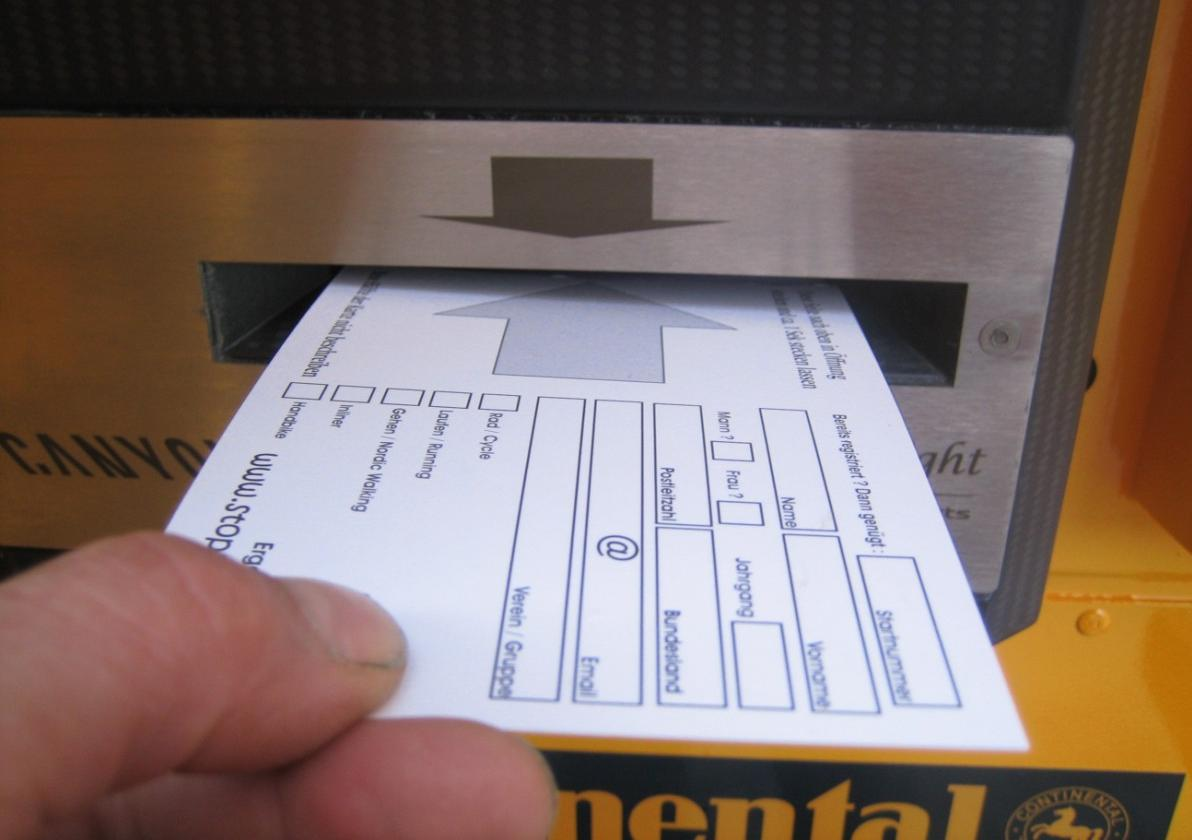
funcionamiento del dispositivo.

El aparato posibilita la documentación de los resultados, de los tiempos cronometrados de ciclistas. 
- El deportista extrae una tarjeta del dispensador de tarjetas, cumplimentándola.
- Para comenzar la cronometría se sella la tarjeta. Para ello, el Stoppomat imprime la hora actual.

• Después de superar el recorrido, se sella la tarjeta nuevamente en el segundo aparato; la diferencia de tiempo entre ambos aparatos da como resultado el tiempo empleado para recorrer el trayecto. 
- El deportista puede depositar la tarjeta en una especie de buzón previsto para ello. Este se vacía regularmente y los datos se recogen en un banco de datos. A través de una página web, se puede obtener los datos memorizados.

## Componentes Stoppomat
- La instalación, protegida mediante modelo de utilidad registrado y derecho de marca, se compone de una carcasa de chapa metálica y un mínimo de dos relojes de control de tiempos radiosincronizados. Es posible sellar tarjetas de diferentes formatos.
- Los tiempos de salida, de intermedio y de llegada documentados pueden ser procesados posteriormente.
- El Stoppomat dispone de electrónica con función de impresión, cronómetro con un receptor de radio- DCF77 y alimentación de corriente autárquico para una semana.
- La instalación está protegida constructivamente contra vandalismo, precipitaciones y efectos de cambios de temperatura.
- El software de entrada y salida de datos, basado en Linux, integra numerosas posibilidades de filtración, para poder clasificar resultados deportivos según edad, sexo, origen, afiliación a Clubs, publicación y aparato deportivo.

Segunda generación

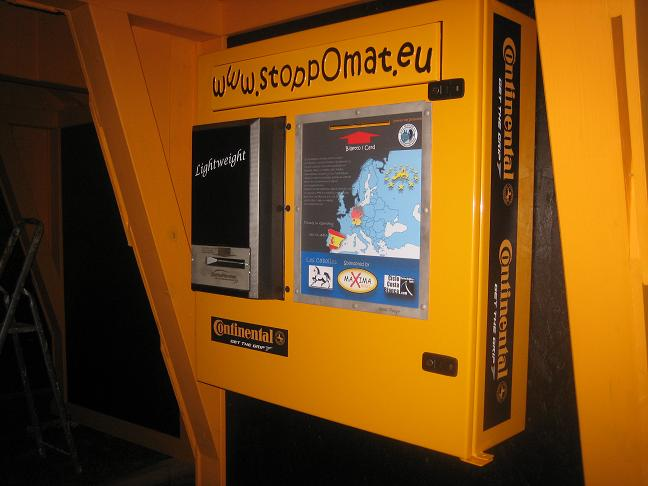
Segunda generación.

- El Stoppomat de la segunda generación destaca por la integración de un dispensador de tarjetas, un buzón para las tarjetas y una bandeja para escribir.
- La carcasa fue completada con una carcasa de carbono para la unidad de sellado o impresión.
- La estación de salida y de meta están protegidos por una caseta de protección contra las inclemencias del tiempo.

Para más información visita stoppomat.com

## TOUR-Stoppomat-Challenge
Durante el invierno 2007/2008 se construyeron varias instalaciones nuevas, que son gestionadas de manera honorífica por diversos Clubs deportivos locales y patrocinadores. Desde la implantación de una serie TOUR Stoppomat Challenge en toda Alemania, en el año 2012, 22.000 deportistas participaron en todas las instalaciones. 
En los siguientes emplazamientos se pusieron en funcionamiento instalaciones de medición y gestión de tiempos: 
- Hoher Meißner (distrito rural Werra-Meißner) Alemania)
- Kalmit (Ciudad Maikammer Alemania)
- Königstuhl (Ciudad Heidelberg Alemania)
- Hirschhorn (distrito rural Bergstraße Alemania)
- Lichtenstein (distrito rural Reutlingen Alemania)
- Höchsten (distrito rural Bodensee Alemania)
- Gauernitz (Ciudad Meißen Alemania)
- Parcent (Alicante/ España)
- Aspelbachtal (Ciudad Coblenza Alemania)
- Suderburg (distrito rural Lüneburger Heide)
- Fuchshofen (Ciudad Adenau Alemania)
- Nitztal (Ciudad Mayen Alemania)
- Renchtal (Ciudad Oppenau)
- Göllheim
- Großer Feldberg (Frankfurt)/(Taunus)
- Königsstein (Elbsandsteingebirge)

Para la obtención de una valoración de series, el software de valoración genera un valor medio por instalación; este cociente equivale a 100. El tiempo personal cronometrado se compara con el cociente de la instalación, sumándolo a la valoración de serie. De esta manera el deportista puede mejorar su valoración general, recorriendo diferentes trayectos. Ciclistas rápidos que sólo hayan recorrido un solo trayecto, pueden así ser desbancados en la valoración general, por ciclistas de montaña que hayan recorrido varios trayectos.